# Adolf Christ
Adolf Christ, auch Adolf Christ-Sarasin (* 31. Januar 1807 in Basel; † 18. Oktober 1877 ebenda) war ein Schweizer Politiker.

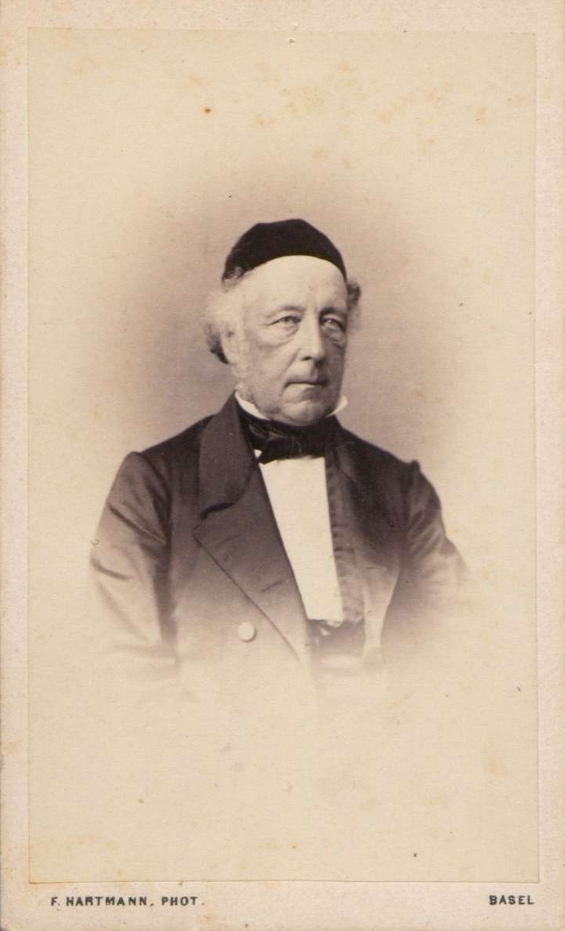
Adolf Christ

## Leben
Adolf Christ war der älteste Sohn des Bandfabrikanten, Stadtrat und Grossrat Remigius Christ (1783–1865) und dessen Ehefrau Gertrud (1788–1830), Tochter des Bandfabrikanten und Grossrats Johann Jacob Bischoff (1761–1825). Er hatte noch vier Geschwister:
- Gustav Christ (1809–1839), Dr. jur., Universitätsdozent, verheiratet mit Emilie Merian (1815–1839);
- Gertrud Christ (1812–1839);
- Marie Christ (1812–1839), verheiratet mit dem Kaufmann Rudolf Iselin (1802–1864);
- Rosina Christ verheiratet (1823–1909) mit Rudolf Vischer (1813–1889).

Nachdem er das Gymnasium mit der Maturität beendet hatte, begann er eine Ausbildung zum Bandfabrikanten in der väterlichen Firma in Basel und in Lyon; anschliessend unternahm er Reisen nach Frankreich, Belgien, England, Deutschland und Italien.
Ab 1831 war er als Mitglied der Gesellschaft für das Gute und Gemeinnützige Basel sozialpolitisch engagiert und setzte sich unter anderem für den Bau von Arbeiterwohnungen ein.
In der Zeit von 1835 bis 1847 war er Richter, zuletzt am Basler Appellationsgericht.
Er setzte sich auch parteipolitisch ein und war von 1835 bis 1877 Mitglied des Basler Grossen Rats und beschäftigte sich in dieser Zeit von 1847 bis 1875 im Kleinen Rat mit der Verfassungsrevision; so war er auch Präsident des Justizkollegiums und zuständig für die Einführung des Grundbuches und dem Krankenkassenobligatorium sowie den Schanzenprozess gegen das Baselland, in dem die Forderung des Kantons Basel abgelehnt wurde, am vermeintlichen Gewinn beteiligt zu werden, den Basel-Stadt aus der Umwandlung der veralteten Stadtbefestigungen, den Schanzen zu Promenaden erzielt habe.
Als Mitglied des Erziehungskollegiums war er ein Verfechter der Universität und als Präsident des Schulkollegiums kämpfte er gegen die kirchliche Reform und die Heranbildung einer orthodoxen Pfarrerschaft, war aber tolerant gegenüber der katholischen Kirche und der jüdischen Gemeinde. Sein Engagement war bestrebt, die Basler Kirche zu fördern und in ihrer überlieferten Gestalt zu erhalten.
Er beschaffte die finanziellen Mittel für den Bau des Missionshauses von 1858 bis 1860 der Basler Mission, deren Mitglied er seit 1840 war.
Als evangelisch-konservativer Politiker mit grosser persönlicher Ausstrahlung war er der Erweckungsbewegung verbunden. Geprägt durch Christian Friedrich Spittler galt er als das Haupt des «frommen Basel» in den Jahrzehnten zwischen dem Entstehen des modernen Bundesstaats 1848 und der ersten freisinnigen Basler Verfassung 1875. Er war Vorbild und Förderer von Rudolf Sarasin (1831–1905), der sich ebenfalls, wie sein Bruder Karl Sarasin, gesellschaftlich und kirchenpolitisch engagierte.
Als Arbeitgeber trat er für eine obligatorische Krankenversicherung der arbeitenden Bevölkerung unter Kostenbeteiligung des Staates, allerdings war er hierin seiner Zeit weit voraus.
Weiterhin war Adolf Christ Verfasser von Missionarsbiografien und weiteren Schriften.
Adolf Christ war mit Carolina (1810–1861), Tochter des Basler Bürgermeisters Felix Sarasin (1797–1862), verheiratet. Gemeinsam hatten sie vier Kinder:
- Caroline Christ (1838–1907), verheiratet mit dem Bandfabrikanten Daniel Heusler (1830–1910);
- Maria Christ (1845–1945), verheiratet mit Friedrich Suter (1833–1873), Mutter des Mediziners Friedrich Suter (1870–1961);
- Adolf Christ (1846–1883);
- Emanuel Christ (geb. 1850).

## Mitgliedschaften
- Adolf Christ war Mitglied der Gesellschaft zur Beförderung des Guten und Gemeinnützigen und ab 1838 deren Vorsitzender.
- Er war Vorsitzender des 1836 gegründeten Vereins zur Beförderung christlich-theologischer Wissenschaft und christlichen Lebens, deren Zweck es war, einen positiven Lehrstuhl an der theologischen Fakultät der Universität Basel zu errichten, die den Mitgliedern des Vereins zu liberal war.[6][7] Hierdurch entstand auch eine Freundschaft zu dem deutschen Theologen Johann Tobias Beck.
- Er war seit 1840 Mitglied der Basler Mission und von 1849 bis 1853 deren Vizepräsident sowie von 1854 bis 1877 deren Präsident.[8]
- Adolf Christ war erster Präsident des 1873 gegründeten Deutschschweizer Zweigs der sich 1875 mit dem Zweig der Romandie zur Schweizerischen Evangelischen Allianz vereinigte[9].
- Er sass im Komitee des von Wilhelm Legrand gegründeten Protestantisch-Kirchlichen Hilfsvereins (heute: Protestantische Solidarität Schweiz).

## Schriften (Auswahl)
- Schulen und Universität in Basel: Aufklärungen. Basel: Schweighauser, 1851.
- Missionar Hebich vor dem Grossen Rath in Basel. Basel: Bahnmaier’s Buchdruckerei, 1860.
- Felix Neff: der Verkünder des Evangeliums in den französischen Hochalpen. Basel: Verl. Christlicher Schriften, 1873.
- Adolf Christ; Gottlieb Bischoff[10]: Gutachten betreffend obligatorische Krankenversicherung. Basel: Schweighauserische Buchdruckerei, 1874.
- William Carey und seine Mitarbeiter: die Bahnbrecher der Mission in Englisch-Ostindien. Basel Verlag der Missionsbuchhandlung 1877.
- Vertrauliche Mittheilung an evangelisch gesinnte Glioder unserer reformierten Landeskirche. Basel: Schulze, 1877.
- William Wilberforce, der Sclavenbefreier. Basel 1877.